# Honnørbreen
Der Honnørbreen (norwegisch; japanisch ホノール氷河 Honnør-hyoga) ist ein Gletscher an der Prinz-Harald-Küste des ostantarktischen Königin-Maud-Lands. Er mündet nördlich der Byvågåsane in die Ostseite der Lützow-Holm-Bucht.
Die Benennung als Honnørbryggja (norwegisch für Ehrenanleger) erfolgte bei der Lars-Christensen-Expedition 1936/37, deren Teilnehmer ihn als aufschwimmende Gletscherzunge sichteten. Wissenschaftler einer von 1957 bis 1962 dauernden japanischen Antarktisexpedition stellten fest, dass die Gletscherzunge in der Zwischenzeit abgebrochen war, und übertrugen die Benennung in angepasster Form auf den restlichen Gletscher. Wissenschaftler des Norwegischen Polarinstituts wiederum übertrugen die japanische Benennung ins Norwegische.